# Grandes éxitos y fracasos (gira)
Gira grandes éxitos y fracasos, a veces referida como la Gira 2004, fue la gira de la banda Extremoduro durante 2004, para promocioanr el lanzamiento de su álbum recopilatorio Grandes éxitos y fracasos. La gira, que iba a contar con un total de 40 espectáculos, finalmente fueron 37 debido a 3 cancelaciones. Comenzó el 14 de mayo de 2004 en Lérida, y terminó el 13 de noviembre de ese mismo año, en la localidad de Salamanca.

## Fechas de la gira
| Fecha                    | Ciudad                 | Lugar                              |
| ------------------------ | ---------------------- | ---------------------------------- |
| España                   |                        |                                    |
| 14 de mayo de 2004       | Lérida                 | Pabellón Camps Elisis              |
| 15 de mayo de 2004       | Gerona                 | La Mirona                          |
| 22 de mayo de 2004       | Almazora (Castellón)   | Recinto de la Martxa               |
| 27 de mayo de 2004       | Santiago de Compostela | Multiusos Fontes do Sar            |
| 4 de junio de 2004       | Toledo                 | Recinto Ferial La Peraleda         |
| 5 de junio de 2004       | Armilla (Granada)      | FERMASA                            |
| 12 de junio de 2004      | Cáceres                | Recinto Ferial                     |
| 19 de junio de 2004      | León                   | León Arena                         |
| 26 de junio de 2004      | Bilbao                 | Plaza de toros de Vista Alegre     |
| 7 de julio de 2004       | Pamplona               | Carpa Rojilla                      |
| 17 de julio de 2004      | Huesca                 | Plaza de toros                     |
| 22 de julio de 2004      | Soria                  | Festival Soriarock                 |
| 24 de julio de 2004      | Málaga                 | Palacio de deportes Martín Carpena |
| 31 de julio de 2004      | Almería                | Recinto Ferial "Maestro Padilla"   |
| 2 de agosto de 2004      | Muchamiel              |                                    |
| 7 de agosto de 2004      | Jerez                  |                                    |
| 11 de agosto de 2004     | Castellón de Ampurias  |                                    |
| 13 de agosto de 2004     | San Javier (Murcia)    | Polideportivo municipal            |
| 14 de agosto de 2004     | Alicante               | Plaza de toros                     |
| 21 de agosto de 2004     | Gijón                  | Plaza de toros                     |
| 31 de agosto de 2004     | Almería                |                                    |
| 3 de septiembre de 2004  | Daimiel                |                                    |
| 4 de septiembre de 2004  | Badajoz                | Campo de fútbol El Vivero viejo    |
| 17 de septiembre de 2004 | Tarragona              | Refugi n.º 1, Moll de Costa        |
| 18 de septiembre de 2004 | Valencia               | Plaza de toros                     |
| 24 de septiembre de 2004 | Albacete               | Plaza de toros                     |
| 25 de septiembre de 2004 | Murcia                 | Cuartel de Artillería              |
| 1 de octubre de 2004     | Badalona               | Palau Olímpic de Badalona          |
| 2 de octubre de 2004     | Vitoria                | Buesa Arena                        |
| 6 de octubre de 2004     | Lugo                   | Palacio de los deportes de Lugo    |
| 8 de octubre de 2004     | Sevilla                | Auditorio de Sevilla               |
| 9 de octubre de 2004     | Jaén                   | Auditorio de La Alameda            |
| 14 de octubre de 2004    | Zaragoza               | Pabellón Príncipe Felipe           |
| 16 de octubre de 2004    | Logroño                | Palacio de los deportes de Logroño |
| 23 de octubre de 2004    | San Sebastián          | Velódromo de Anoeta                |
| 29 de octubre de 2004    | Las Palmas             |                                    |
| 30 de octubre de 2004    | Sevilla                | Auditorio de Sevilla               |
| 30 de septiembre de 2004 | Tenerife               |                                    |
| 5 de noviembre de 2004   | Leganés (Madrid)       | La Cubierta                        |
| 6 de noviembre de 2004   | Madrid                 | Palacio de Vistalegre              |
| 13 de noviembre de 2004  | Salamanca              | Pabellón Multiusos Sánchez Paraíso |